# Edo Hofland
Edo Hofland (ca. 1943) is een voormalig Nederlands politicus, ambtenaar en diplomaat. Hij is lid van het Christen-Democratisch Appèl (CDA).
Hofland studeerde rechten aan de toenmalige Rijksuniversiteit Leiden en deed een vervolgopleiding in internationale betrekkingen, waarna hij werkzaam was op diverse diplomatieke posten. Hij werkte op Nederlandse ambassades in Oost-Europa (onder andere in de DDR) en het Midden-Oosten alsook voor de Verenigde Naties, onder meer bij het Internationaal Atoomenergie Agentschap.
Hofland was lid van de gemeenteraad van Wateringen en werd in 1989 burgemeester van Berkel en Rodenrijs. Hij bleef dit tot januari 1997 toen hij zijn loopbaan voortzette als inspecteur-generaal op het ministerie van Buitenlandse Zaken. In 2004 werd hij ambassadeur in Zwitserland en Liechtenstein met als standplaats hoofdstad Bern. In 2008 werd hij als zodanig opgevolgd door Peter Schönherr.
Het laatste jaar van zijn ambassadeurschap was hij druk in de weer met voorbereidingen voor het in beeld brengen van Nederland op het in Oostenrijk en Zwitserland gehouden Europees kampioenschap voetbal 2008, waaraan ook het Nederlandse elftal deelnam. Volgens Hofland vertonen Zwitsers en Nederlanders veel overeenkomsten, wat bijvoorbeeld zou blijken uit de voorliefde voor chocolade en kaas.
Na zijn ambassadeurschap heeft hij zich weer gevestigd in Berkel en Rodenrijs.